# نمونه‌سازی کاغذی

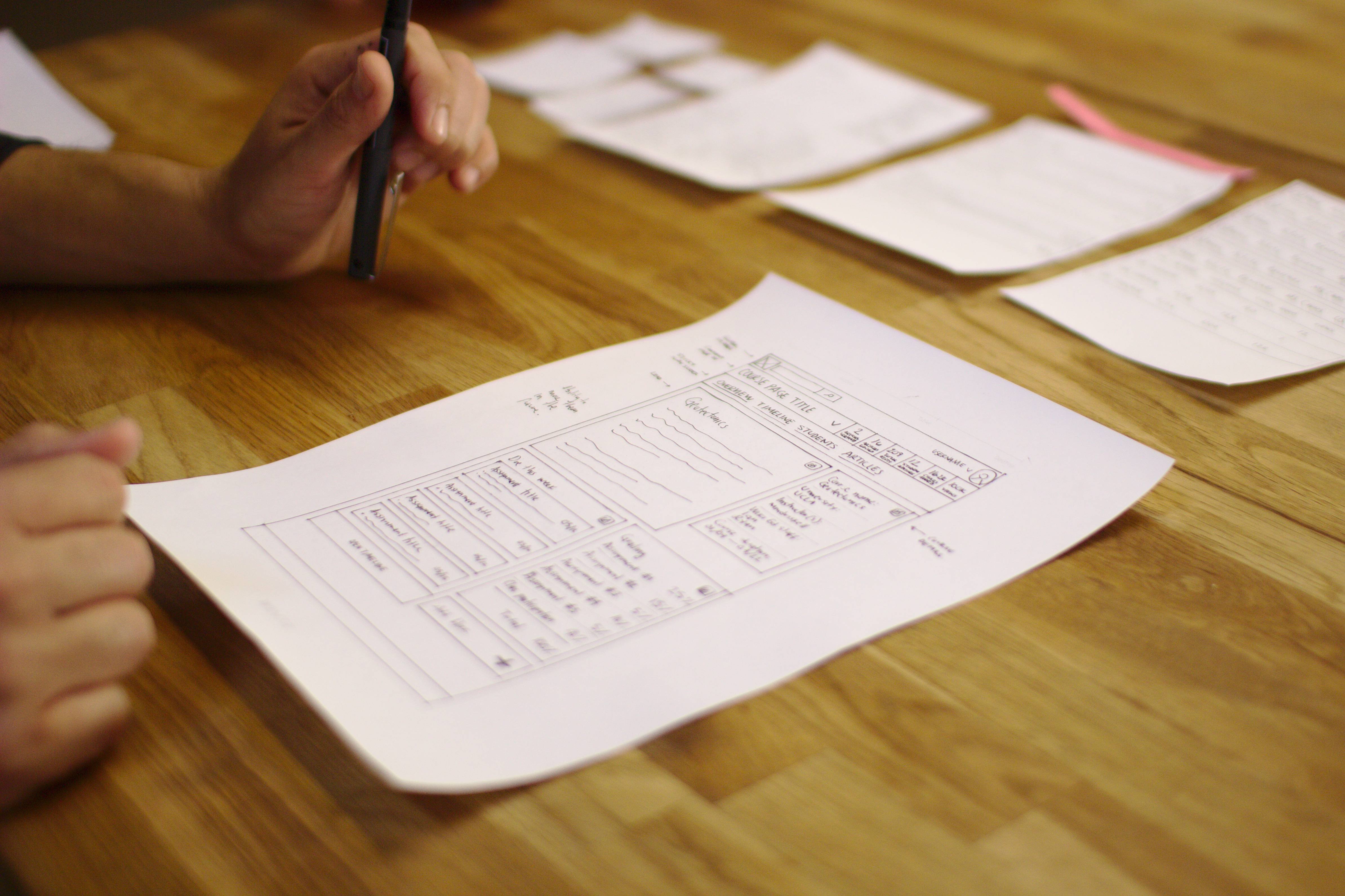
نمونه‌ای از روش الگوسازی کاغذی

نمونه‌سازی کاغذی (انگلیسی: Paper prototyping) یا الگوسازی کاغذی، روشی در تعامل انسان و رایانه است، که به‌طور گسترده‌ای در فرایند طراحی کاربر-محور مورد استفاده قرار می‌گیرد. این تکنیک در طراحی و آزمایش رابط‌های کاربری، به توسعه‌دهندگان کمک می‌کند تا نرم‌افزاری را ایجاد کنند که انتظارات و نیازهای کاربران را برآورده سازد. در حالی که نمونه‌سازی کاغذی ساده به نظر می‌رسد، این روش بازخوردهای مفیدی را در تست قابلیت کاربری، ارائه دهد که منجر به طراحی محصولات بهتر می‌شود. بکارگیری روش نمونه‌سازی کاغذی از اواسط دهه ۱۹۸۰ آغاز شد و پس از آن در اواسط دهه ۱۹۹۰ که شرکت‌هایی مانند آی‌بی‌ام، هانی‌ول و مایکروسافت، اقدام به استفاده از این تکنیک در تولید محصولات خود نمودند، این روش به‌طور گسترده، رواج پیدا کرد. امروزه تکنیک نمونه‌سازی کاغذی در حوزه طراحی کاربر محور مورد استفاده قرار می‌گیرد.